# Нсенгияремье, Дисмас
Дисмас Нсенгияремье (англ. Dismas Nsengiyaremye, 1945, Гитарама, Руанда-Урунди (ныне Южная провинция (Руанда)) — государственный и политический деятель Руанды, премьер-министр Руанды (2 апреля 1992 — 18 июля 1993).

## Биография
Представитель народности Хуту. Член Демократического республиканского движения (MDR).
Был назначен премьер-министром после соглашения между президентом Жювеналем Хабиариманой и политической оппозицией. Во время своего пребывания в должности Нсенгияремье выступал за мир с повстанческим движением Патриотического фронта Руанды (РПФ).
Из-за беспорядков, вспыхнувших в Кигали и геноцида тутси, написал в начале июля 1993 года публичное письмо, в котором обвинил президента Ж. Хабиариману в намеренном саботаже мирного процесса с РПФ. Нсенгияремье стремился вовлечь РПФ во вновь сформированное правительство.
Вскоре после того, как его сменили на посту премьер-министра в 1993 году, из-за угрозы своей жизни бежал в Европу. Сейчас живет в изгнании в Бельгии.